# Onur Kıvrak
Onur Recep Kıvrak (* 1. Januar 1988 in Alaşehir) ist ein ehemaliger türkischer Fußballspieler.

## Karriere

### Verein
Kıvrak begann seine Karriere bei Yeşilova SK. Im Sommer 2004 verpflichtete ihn Karşıyaka SK. In seinen ersten beiden Spielzeiten kam er nur zu drei Einsätzen. In der Saison 2007/08 gelang ihm der Durchbruch. Für Karşıyaka SK spielte er in der Hinrunde der Saison 15 Partien. 
Trabzonspor wurde auf den türkischen U21-Nationaltorhüter aufmerksam und verpflichtete ihn in der Winterpause im Januar 2008. Sein erstes Spiel in der Turkcell Süper Lig absolvierte Kıvrak am 26. April 2008 gegen Gaziantepspor. 

### Nationalmannschaft
Onur Kıvrak wurde 2005 mit der türkischen U-17-Auswahl als Ersatztorhüter hinter Volkan Babacan U-17-Europameister und nahm als Ersatzkeeper auch an der U-17-Weltmeisterschaft 2005 in Peru teil, als das Team den vierten Rang erreichte. In der Folge war er auch für die U-18- und U-19-Auswahl aktiv sowie für das U-21-Nationalteam, für das er elf Mal zum Einsatz kam.
Sein erstes A-Länderspiel für die Türkei bestritt Kıvrak am 25. Mai 2010 in einem Freundschaftsspiel in New Britain gegen Nordirland, das mit 2:0 gewonnen wurde.
Bei der Fußball-Europameisterschaft 2016 in Frankreich wurde er als Ersatztorhüter in das Aufgebot der Türkei aufgenommen, wurde aber nicht eingesetzt.

## Erfolge
- Mit Trabzonspor:
  - Vizemeister der Süper Lig: 2010/11
  - Türkischer Pokalsieger: 2009/10
  - Türkischer Pokalfinalist: 2012/13
  - Türkischer Supercup: 2010

- Mit Türkische U-17-Nationalmannschaft:
  - Gewinn der U-17-Europameisterschaft: 2005
  - Erreichen des Halbfinales der U-17-Weltmeisterschaft: 2005